# Alberto Soro
Alberto Soro Álvarez (Ejea de los Caballeros, Zaragoza, Aragón, 9 de marzo de 1999), es un futbolista español. Juega como centrocampista y su equipo es el G. D. Chaves de la Segunda División de Portugal.

## Trayectoria
Jugador formado en la Sociedad Deportiva Ejea y el Real Zaragoza, debuta con el filial zaragocista en diciembre de 2017 contra el Villarreal Club de Fútbol "B", siendo parte todavía del División de Honor Juvenil. En verano de 2018 pasó a formar parte de la plantilla del filial de cara a la próxima temporada junto con buena parte de la plantilla del División de Honor —incluido su entrenador Javier Garcés que también promocionó al Deportivo Aragón— en la señalada dentro del club como una magnífica generación de futbolistas.
Simultáneamente realizó la pretemporada con el primer equipo siendo uno de las revelaciones de la misma, por lo que Imanol Idiakez le hizo debutar en la segunda jornada de liga de Segunda División contra el Club de Futbol Reus Deportiu el 25 de agosto de 2018, partido en el que también debutó el recién llegado Álvaro Vázquez. Sus actuaciones le hicieron finalmente conformar parte del primer equipo, donde disputó un total de 31 partidos en la temporada, en los que anotó un gol. Este fue anotado el 8 de septiembre, en su tercer partido, en la victoria por 0-4 frente al Real Oviedo. La progresión le valió además a llegar a ser uno de los titulares del equipo en la segunda mitad de la temporada.
Debido a ello suscitó el interés de varios clubes, y finalmente el Real Madrid Club de Fútbol contrató al futbolista por las próximas cinco temporadas, si bien permitió que continuase un año más cedido en las filas del conjunto zaragocista, y como integrante de la primera plantilla a todos los efectos.
El 1 de septiembre de 2020 se hizo oficial su fichaje por el Granada C. F. para las siguientes cinco temporadas. En las tres primeras participó en la Liga Europa de la UEFA y consiguió un ascenso a Primera División.
El 1 de septiembre de 2023 fue cedido al F. C. Vizela hasta el final de la campaña. Cuando esta terminó, quedó libre al expirar su contrato con el conjunto nazarí. Entonces continuó su carrera en el F. C. Dinamo Bucarest con el que firmó por tres años. Sin embargo, a mediados del primero regresó a Portugal para completar la temporada en el G. D. Chaves.

## Estadísticas

### Clubes
Actualizado al último partido jugado el 18 de diciembre de 2024.
| Club                            | Div.          | Temporada     | Liga  | Liga  | Liga   | Copas nacionales | Copas nacionales | Copas nacionales | Copas internacionales | Copas internacionales | Copas internacionales | Total | Total | Total  |
| Club                            | Div.          | Temporada     | Part. | Goles | Asist. | Part.            | Goles            | Asist.           | Part.                 | Goles                 | Asist.                | Part. | Goles | Asist. |
| ------------------------------- | ------------- | ------------- | ----- | ----- | ------ | ---------------- | ---------------- | ---------------- | --------------------- | --------------------- | --------------------- | ----- | ----- | ------ |
| Deportivo Aragón · España       | 3.ª           | 2016-17       | 2     | 0     | 0      | ―                | ―                | ―                | ―                     | ―                     | ―                     | 2     | 0     | 0      |
| Deportivo Aragón · España       | 2.ª B         | 2017-18       | 1     | 0     | 0      | ―                | ―                | ―                | ―                     | ―                     | ―                     | 1     | 0     | 0      |
| Deportivo Aragón · España       | Total club    | Total club    | 3     | 0     | 0      | 0                | 0                | 0                | 0                     | 0                     | 0                     | 3     | 0     | 0      |
| Real Zaragoza · España          | 2.ª           | 2018-19       | 29    | 2     | 2      | 2                | 0                | 0                | ―                     | ―                     | ―                     | 31    | 2     | 2      |
| Real Zaragoza · España          | 2.ª           | 2019-20       | 36    | 4     | 5      | 3                | 0                | 2                | ―                     | ―                     | ―                     | 39    | 4     | 7      |
| Real Zaragoza · España          | Total club    | Total club    | 65    | 6     | 7      | 5                | 0                | 2                | 0                     | 0                     | 0                     | 70    | 6     | 9      |
| Granada C. F. · España          | 1.ª           | 2020-21       | 15    | 1     | 2      | 5                | 1                | 3                | 8                     | 1                     | 1                     | 28    | 3     | 6      |
| Granada C. F. · España          | 1.ª           | 2021-22       | 16    | 0     | 0      | 1                | 0                | 1                | ―                     | ―                     | ―                     | 17    | 0     | 1      |
| Granada C. F. · España          | 2.ª           | 2022-23       | 15    | 0     | 0      | 2                | 0                | 0                | ―                     | ―                     | ―                     | 17    | 0     | 0      |
| Granada C. F. · España          | 1.ª           | 2023-24       | 1     | 0     | 0      | ―                | ―                | ―                | —                     | —                     | —                     | 1     | 0     | 0      |
| Granada C. F. · España          | Total club    | Total club    | 47    | 1     | 2      | 8                | 1                | 4                | 8                     | 1                     | 1                     | 63    | 3     | 7      |
| F. C. Vizela Portugal           | 1.ª           | 2023-24       | 21    | 4     | 1      | 3                | 0                | 0                | ―                     | ―                     | ―                     | 24    | 4     | 1      |
| F. C. Vizela Portugal           | Total club    | Total club    | 21    | 4     | 1      | 3                | 0                | 0                | 0                     | 0                     | 0                     | 24    | 4     | 1      |
| F. C. Dinamo Bucarest · Rumania | 1.ª           | 2024-25       | 6     | 0     | 0      | 3                | 0                | 0                | ―                     | ―                     | ―                     | 9     | 0     | 0      |
| F. C. Dinamo Bucarest · Rumania | Total club    | Total club    | 6     | 0     | 0      | 3                | 0                | 0                | 0                     | 0                     | 0                     | 9     | 0     | 0      |
| G. D. Chaves Portugal           | 2.ª           | 2024-25       | 0     | 0     | 0      | ―                | ―                | ―                | ―                     | ―                     | ―                     | 0     | 0     | 0      |
| G. D. Chaves Portugal           | Total club    | Total club    | 0     | 0     | 0      | 0                | 0                | 0                | 0                     | 0                     | 0                     | 0     | 0     | 0      |
| Total carrera                   | Total carrera | Total carrera | 142   | 11    | 10     | 19               | 1                | 6                | 8                     | 1                     | 1                     | 169   | 13    | 17     |
| 1. 2.                           |               |               |       |       |        |                  |                  |                  |                       |                       |                       |       |       |        |